# Saint-Patrice-de-Claids
Saint-Patrice-de-Claids è un comune francese di 160 abitanti situato nel dipartimento della Manica nella regione della Normandia.

## Società

### Evoluzione demografica
Abitanti censiti